# Aporcelaimus digitalis
Aporcelaimus digitalis är en rundmaskart. Aporcelaimus digitalis ingår i släktet Aporcelaimus och familjen Dorylaimidae. Inga underarter finns listade i Catalogue of Life.